# Maserati MC20
De Maserati MC20  (MC20 is een afkorting voor Maserati Corse 2020, interne code M240) is een tweezits sportwagen met middenmotor achterin, geproduceerd door de Italiaanse autofabrikant Maserati.
Het debuut van de MC20 was aanvankelijk gepland voor mei 2020, maar werd samen met het herontwerp van het merk verplaatst naar september 2020 in Modena. Tegelijkertijd werd ook een racevariant aangekondigd.  De open variant van de MC20 genaamd de Cielo (Italiaans voor hemel) maakte zijn debuut in mei 2022. De auto is uitgerust met een benzinemotor. Op de planning stond een uitvoering met elektrische aandrijving, maar deze is geschrapt wegens gebrek aan belangstelling.
In 2025 werd een facelift aangekondigd. Hiermee werd ook de modelnaam veranderd in MCPura.